# Georg Boomgaarden
Georg Boomgaarden (* 24. Juni 1948 in Emden) ist ein deutscher Diplomat, ehemaliger beamteter Staatssekretär des Auswärtigen Amts und bis 2013 Botschafter der Bundesrepublik Deutschland in Großbritannien und Nordirland.

## Biografie
Georg Boomgaarden studierte nach dem Abitur Geophysik an der Universität Kiel. 1974 trat er in den Auswärtigen Dienst der Bundesrepublik Deutschland ein. Zunächst war er an den deutschen Botschaften in Moskau (1976–1980) und Buenos Aires (1980–1983) sowie in der Zentrale des Auswärtigen Amts (1983–1989) tätig. 1984 bereitete er den ersten europäisch-zentralamerikanischen Dialog (San-José-Konferenz) vor. 1986 war er im Krisenstab zur Befreiung von 8 in Nicaragua von Contras entführten Deutschen. Von 1986 bis 1989 leitete er den IT-Umbau im Auswärtigen Amt auf Grundlage eines globalen PC-Netzwerks. Anschließend war er Botschafter in Nicaragua (1989–1992) und danach Leiter der Wirtschaftsabteilung der Botschaft in Moskau (1992–1995). Seit 1995 war er in der Zentrale des Auswärtigen Amts für die Beziehungen zu Lateinamerika zuständig, ab 2002 auch stellvertretender Leiter der politischen Abteilung 3 des Auswärtigen Amtes. Ab Januar 2003 war Boomgaarden Botschafter in Spanien, von Juli 2005 bis Ende Juni 2008 war er Staatssekretär des Auswärtigen Amts. Bis 2013 war er Botschafter der Bundesrepublik Deutschland in Großbritannien und Nordirland (formelle Bezeichnung auf Englisch: Ambassador of the Federal Republic of Germany to the Court of St James’s), was auch die direkt der Krone unterstellten Territorien wie zum Beispiel die Kanalinseln einschließt. 2014 ging Boomgaarden in den Ruhestand. Sein Nachfolger als Botschafter in London war Peter Ammon.
Georg Boomgaarden ist verheiratet und hat drei Kinder. Er ist seit 1970 Mitglied der SPD.